# Athroolopha prieta
Athroolopha prieta là một loài bướm đêm trong họ Geometridae.